# ひねもすのたり日記
『ひねもすのたり日記』（ひねもすのたりにっき）は、ちばてつやによる日本の漫画。
作品タイトルの“ひねもすのたり”とは「一日中だらだら」の意。

## 概要
『ビッグコミック』（小学館）の2016年1号から連載中。全編カラーページで掲載されている。
ちばの『ビッグコミック』連載は1998年に終了した『のたり松太郎』以来18年ぶりで、ちばの新作としては『コミックアルファ』に1998年から1年間連載された『ハネ太』以来17年ぶりとなる。
本作は、水木しげるのエッセイ漫画『わたしの日々』が2015年5月に連載が終了して以降、しばらく空席となっていた『ビッグコミック』の巻末ページの新作として、同年12月に連載が開始された。作品の内容は、ちばてつや本人の日常的な生活、満州国や引き揚げ後に暮らした千葉県での幼少時代、漫画家活動のかけだし時代、といった過去に起きた出来事などを、ちば自らが綴るというもので、『わたしの日々』のコンセプトを継承する形となっている。

## 書誌情報
- ちばてつや『ひねもすのたり日記』小学館〈ビッグコミックススペシャル〉 既刊6巻（2024年4月30日現在）
  1. 2018年1月30日発売[3]、ISBN 978-4-09-189830-2
  2. 2019年4月26日発売[4]、ISBN 978-4-09-860335-0
  3. 2019年12月31日発売[5]、ISBN 978-4-09-860518-7
  4. 2021年4月30日発売[6]、ISBN 978-4-09-861081-5
  5. 2022年10月28日発売[7]、ISBN 978-4-09-861505-6
  6. 2024年4月30日発売[8]、ISBN 978-4-09-862830-8